# Kreis Wurzen
Der Kreis Wurzen war ein Landkreis im Bezirk Leipzig der DDR. Von 1990 bis 1994 bestand er als Landkreis Wurzen im Freistaat Sachsen fort. Sein Gebiet liegt heute im Landkreis Leipzig. Der Sitz der Kreisverwaltung befand sich in Wurzen.

## Geografie

### Lage
Der Landkreis Wurzen hatte aufgrund seiner Mittellage im Bezirk Leipzig als einziger Kreis keine gemeinsame Grenze mit den Nachbarbezirken.

### Nachbarkreise
Der Kreis Wurzen grenzte im Uhrzeigersinn im Norden beginnend an die Kreise Eilenburg, Torgau, Oschatz, Grimma und Leipzig-Land.

### Landschaft und Naturraum
Das Kreisgebiet, im Übergangssaum vom Norddeutschen Tiefland zum Mittelsächsischen Bergland gelegen, griff mit seinem westlichen Teil in die Leipziger Tieflandsbucht hinein. Landschaftsschutzgebiete waren die Hohburger Berge, die Dahlener Heide, der Wermsdorfer Wald, Machern-Lübschütz, Großsteinberg sowie das Muldental zwischen Wurzen und Eilenburg. Der Polenzwald bei Brandis und der Reichenbacher Berg östlich von Wurzen standen unter Naturschutz. Am Kohlenberg (179 m) südlich von Brandis boten Sprungschanzen Wintersportlern Trainingsmöglichkeiten. Auch konnten sich hier Wanderer in einer Kletterschule als Bergsteiger ausbilden lassen.

## Geschichte
Der Kreis Wurzen entstand im Zuge der Kreisreformen in der DDR am 25. Juli 1952. Die Mehrzahl der Gemeinden kamen aus dem alten Landkreis Grimma. Der Kreis wurde dem neugebildeten Bezirk Leipzig zugeordnet. Kreissitz wurde die Stadt Wurzen.
- Folgende 36 Gemeinden aus dem alten Landkreis Grimma trugen zur Kreisbildung bei:

Altenbach, Böhlitz b. Wurzen, Brandis, Beucha, Burkartshain, Dögnitz, Dornreichenbach, Falkenhain, Gerichshain, Großzschepa, Heyda, Hohburg, Kleinzschepa, Körlitz, Kühnitzsch, Kühren, Lossa, Lübschütz, Lüptitz, Machern, Meltewitz, Müglenz, Nemt, Nepperwitz, Nitzschka, Pausitz, Plagwitz, Polenz, Püchau, Pyrna, Röcknitz, Sachsendorf, Thallwitz, Thammenhain, Voigtshain und Wurzen.
- Hinzu kam noch die Gemeinde Canitz aus dem alten Landkreis Oschatz.

Am 17. Mai 1990 wurde der Kreis in Landkreis Wurzen umbenannt. Mit der Deutschen Einheit wurde der Kreis durch das Ländereinführungsgesetz dem Land Sachsen zugesprochen. Bis zur ersten Kreisgebietsreform in Sachsen wurde die äußere Struktur beibehalten. Er erhielt das Kfz-Kennzeichen WUR.
Durch Umgliederung über Kreisgrenzen hinweg und Gemeindegebietsveränderungen sank die Zahl der Gemeinden bis auf 14 bei der Auflösung des Kreises Ende Juli 1994.
- 4. Dezember 1952 Umgliederung von Frauwalde aus dem Kreis Oschatz in den Kreis Wurzen
- 4. Dezember 1952 Umgliederung von Kollau aus dem Kreis Eilenburg in den Kreis Wurzen
- 1. Januar 1957 Ausgliederung von Nischwitz aus der Stadt Wurzen
- 1. Januar 1957 Eingliederung von Kollau in Thallwitz
- 1. Juli 1972 Eingliederung von Frauwalde in Falkenhain
- 1. Januar 1956 Eingliederung von Pyrna in Burkartshain
- 1. Januar 1957 Eingliederung von Dögnitz, Lübschütz und Plagwitz in Püchau
- 15. September 1961 Eingliederung von Kleinzschepa und Müglenz in Hohburg
- 1. Dezember 1972 Eingliederung von Heyda in Falkenhain
- 1. Januar 1973 Eingliederung von Voigtshain in Thammenhain
- 1. April 1973 Eingliederung von Canitz und Lossa in Thallwitz
- 1. Januar 1974 Eingliederung von Sachsendorf und Nitzschka in Burkartshain
- 1. März 1974 Eingliederung von Nepperwitz und Pausitz in Bennewitz
- 1. März 1974 Ausgliederung von Bennewitz aus der Stadt Wurzen
- 1. Juli 1977 Eingliederung von Körlitz in Kühnitzsch
- 1. Juli 1992 Eingliederung von Polenz in die Stadt Brandis
- 1. Oktober 1992 Zusammenschluss von Böhlitz und Röcknitz zu Röcknitz-Böhlitz
- 1. April 1993 Eingliederung von Großzschepa und Lüptitz in Hohburg
- 1. April 1993 Eingliederung von Nemt in die Stadt Wurzen
- 1. Januar 1994 Eingliederung von Altenbach in Bennewitz
- 1. Januar 1994 Eingliederung von Püchau in Machern
- 1. Januar 1994 Zusammenschluss von Burkartshain und Kühren zu Kühren-Burkartshain
- 1. März 1994 Eingliederung von Gerichshain in Machern

Am 1. August 1994 wurden die Landkreise Grimma und Wurzen anlässlich der ersten sächsischen Kreisgebietsreform im Muldentalkreis vereinigt. Der Muldentalkreis wurde am 1. August 2008 mit dem Landkreis Leipziger Land zum neuen Landkreis Leipzig vereint.

## Wirtschaft und Verkehr
Trotz der Nähe zu Leipzig war die Wirtschaft im Kreisgebiet vor allem durch die Landwirtschaft geprägt. In der Tierproduktion überwog mit mehr als zwei Dritteln die Rinder- vor der Schweinehaltung. Dauergrünland war in der Muldenaue nördlich von Wurzen verbreitet. Auf den Böden mittlerer Güte wurden östlich der Mulde vorrangig Getreide und Futterpflanzen sowie Kartoffeln angebaut, westlich der Mulde überwog der Futterpflanzenanbau. Industrielles Zentrum des Kreises war die Kreisstadt. Der VEB Nahrungsmittelkombinat »Albert Kuntz«, ein Mühlen- und Backwarengroßbetrieb sowie VEBs der Textilindustrie, des Maschinen- und Fahrzeugbaus und der Bauwirtschaft bestimmten diesen Industriestandort mittlerer Größe.
Wurzen lag an der F 6 von Leipzig nach Dresden und war D-Zugstation an der Haupteisenbahnlinie Leipzig–Dresden.

## Bevölkerungsdaten der Städte und Gemeinden
Bevölkerungsübersicht aller 24 Gemeinden des Kreises, die 1990 in das wiedergegründete Land Sachsen kamen.
| AGS      | Gemeinde         | Einwohner  | Einwohner  | Fläche (ha) |
| AGS      | Gemeinde         | 03.10.1990 | 31.12.1990 | 31.12.1990  |
| 14055010 | Altenbach        | 788        | 786        | 1.280       |
| 14055020 | Beucha           | 2.272      | 2.258      | 914         |
| 14055030 | Böhlitz          | 886        | 871        | 894         |
| 14055040 | Brandis, Stadt   | 4.647      | 4.612      | 1.451       |
| 14055050 | Burkartshain     | 1.832      | 1.823      | 3.096       |
| 14055070 | Dornreichenbach  | 533        | 524        | 601         |
| 14055080 | Falkenhain       | 1.423      | 1.427      | 2.310       |
| 14055100 | Gerichshain      | 925        | 922        | 1.005       |
| 14055110 | Großzschepa      | 508        | 511        | 911         |
| 14055130 | Hohburg          | 1.525      | 1.517      | 1.595       |
| 14055150 | Kühnitzsch       | 627        | 633        | 1.141       |
| 14055160 | Kühren           | 1.027      | 1.029      | 1.386       |
| 14055180 | Lüptitz          | 1.083      | 1.090      | 1.250       |
| 14055190 | Machern          | 2.214      | 2.249      | 1.038       |
| 14055200 | Meltewitz        | 630        | 629        | 1.165       |
| 14055220 | Nemt             | 423        | 422        | 581         |
| 14055240 | Nischwitz        | 774        | 776        | 818         |
| 14055270 | Polenz           | 503        | 503        | 1.118       |
| 14055280 | Püchau           | 857        | 854        | 1.842       |
| 14055290 | Röcknitz         | 1.089      | 1.076      | 1.322       |
| 14055310 | Thallwitz        | 1.369      | 1.360      | 2.265       |
| 14055320 | Thammenhain      | 897        | 886        | 2.106       |
| 14055340 | Wurzen, Stadt    | 18.402     | 18.323     | 1.771       |
| 14055350 | Bennewitz        | 3.634      | 3.619      | 3.362       |
| 14055000 | Landkreis Wurzen | 48.868     | 48.700     | 35.224      |

## Kfz-Kennzeichen
Den Kraftfahrzeugen (mit Ausnahme der Motorräder) und Anhängern wurden von etwa 1974 bis Ende 1990 dreibuchstabige Unterscheidungszeichen, die mit dem Buchstabenpaar SZ begannen, zugewiesen. Die letzte für Motorräder genutzte Kennzeichenserie war UE 40-01 bis UE 99-99.
Anfang 1991 erhielt der Landkreis das Unterscheidungszeichen WUR. Es wurde bis zum 31. Juli 1994 ausgegeben. Aufgrund der Kennzeichenliberalisierung ist es seit dem 9. November 2012 im Landkreis Leipzig erhältlich.